# Olavi Alakulppi
Olavi Alakulppi (17 juillet 1915 – 19 août 1990) est un ancien fondeur finlandais. Il est enterré au cimetière national d'Arlington.

## Championnats du monde
- Championnats du monde de ski nordique 1939 à Zakopane 
  -  Médaille d'or en relais 4 × 10 km.